# Staatsgrepen in Turkije
De Republiek Turkije heeft meermalen te maken gehad met staatsgrepen. Alle geslaagde staatsgrepen werden gepleegd door het leger. Deze vonden dikwijls plaats in tijden waarin de Turkse politiek in anarchie verzandde. De poging tot een staatsgreep in 2007 mislukte, net zoals die van 15 juli 2016.

## Algemeen
Turkije werd gesticht in 1923 door generaal Mustafa Kemal Atatürk. Onder zijn beleid werd Turkije een laïcistische republiek, waarbij religie en staat gescheiden waren. Turkije werd vervolgens grotendeels geregeerd door een eenpartijstaat, totdat in 1945 onder president İsmet İnönü de democratie werd ingevoerd. Het Turkse leger nam vervolgens de taak op zich om het laïcisme en de principes van de Turkse republiek, zoals bedacht door Atatürk, te bewaken. Mochten deze principes in gevaar komen, dan zou het leger ingrijpen.
In de daaropvolgende jaren zou het Turkse leger meerdere keren ingrijpen, zoals in 1960, 1971, 1980 en 1997. In die jaren pleegde het leger een staatsgreep 'om orde op zaken te stellen'. Vaak ging dit gepaard met partijverboden, gerechtelijke vervolgingen en soms zelfs tot de doodstraf. Deze militaire staatsgrepen waren altijd tijdelijk van aard, waarna het leger het burgerbestuur herstelde door nieuwe parlementsverkiezingen uit te schrijven.

## Afzetting

### Staatsgreep van 1960
In 1960 wierp het leger de Turkse regering omver, die toen werd gevormd door de Democratische partij. Deze partij won in 1950 de Turkse parlementsverkiezingen, waarmee een einde werd gemaakt aan het eenpartijstelsel. Tien jaar later echter vreesden enkele Turkse officieren dat de beginselen van de republiek in gevaar zouden komen. Dit, en de verslechterde economische toestand, was voor hen aanleiding een staatsgreep te plegen op 27 mei 1960. De Democratische partij werd opgeheven. President Celal Bayar en premier Adnan Menderes werden gearresteerd en ter dood veroordeeld. Later werd Bayars straf omgezet in levenslang. In 1966 kwam hij vrij. Menderes werd in 1961 geëxecuteerd, nadat hij schuldig was bevonden aan het schenden van de grondwet.
De militaire regering nam op 9 juni 1961 een nieuwe grondwet aan, die onder meer een tweekamerstelsel voorschreef. In oktober 1961 werden er vrije verkiezingen gehouden en ruimde het Turkse leger het veld ten gunste van de democratie.

### Staatsgreep van 1980
Turkije was in 1980 een instabiel land geworden. Daarom pleegden de militairen op 12 september 1980 een derde staatsgreep in Turkije. Zij stuurden de politici naar huis en lieten alle bestaande politieke partijen opheffen. Pas vanaf 1983 waren nieuwe partijen weer toegestaan, maar de oude politici werden niet toegelaten om zich weer met politiek te bemoeien. Per referendum werd in 1982 een nieuwe grondwet aangenomen en in 1983 volgden nieuwe verkiezingen.

## Memorandum

### Het militaire memorandum van 1971
Op 12 maart 1971 overhandigde het leger een memorandum aan premier Süleyman Demirel waarin werd geëist dat er een einde kwam aan de 'anarchie' en hervormingen 'in de geest van Atatürk' moesten plaatsvinden. Het leger wees een regering van technocraten aan onder leiding van Nihat Erim (CHP), een vertrouweling van oudgediende Ismet Inönü. Ditmaal bleven de militairen twee jaar zitten en in oktober 1973 werden er weer vrije verkiezingen georganiseerd, die werden gewonnen door Bülent Ecevit. Hij en Demirel wisselden elkaar regelmatig af als premier en hun regeringen vielen keer op keer vrij snel.

### Het militaire memorandum van 1997
Op 28 februari 1997 legde het leger de regering een memorandum voor met enkele 'adviezen' om het beleid bij te sturen, maar premier Necmettin Erbakan ging daar amper op in. Toen de druk te groot werd, trad Erbakan in juni 1997 af, waarop president Demirel de fractievoorzitter Mesut Yilmaz de opdracht gaf om een coalitie te vormen.
De gebeurtenissen op 28 februari 1997 worden wel 'de postmoderne coup' genoemd.

## Pogingen en andere coup-gerelateerde gevallen

### Balyoz
Operatie Balyoz is de naam van in het verleden geplande vermeende coup door de Turkse strijdkrachten om de AK-partij van premier Erdoğan omver te werpen als reactie op de verkiezingsoverwinning in november 2002.

### Ergenekon
Ergenekon was de naam die werd gegeven aan een vermeende clandestiene, ultranationalistische organisatie in Turkije met mogelijke banden met leden van de veiligheidstroepen van het land.

### Staatsgreeppoging van 2016
Op 15 juli 2016 deed een deel van het leger een nieuwe poging tot een staatsgreep, die spoedig ten einde kwam na een oproep van president Recep Tayyip Erdoğan aan het volk om massaal de straat op te gaan om tegen de coup te demonstreren.